# 迫川郵便局
迫川郵便局（はざかわゆうびんきょく）は、岡山県岡山市南区にある郵便局。民営化以前の分類では集配特定郵便局であった（現在は集配機能を廃止）。

## 概要
住所：〒709-1211 岡山県岡山市南区迫川1171-2
かつては集配郵便局であったが、2017年（平成29年）に集配業務を妹尾郵便局に移管し無集配郵便局となった。

## 沿革
- 1904年（明治37年）3月25日 - 迫川郵便局（三等）として開設[1]。
- 1967年（昭和42年）9月24日 - 秀天郵便局から和文電報配達業務を移管[2]。
- 1969年（昭和44年）4月25日 - 彦崎郵便局から和文電報配達業務の一部[3]を移管。同日、電話の加入および料金に関する簡易な事務を除く電話交換業務を玉野電報電話局に移管。
- 1985年（昭和60年）10月1日 - 電話の加入および料金に関する簡易な事務を玉野電報電話局に移管。
- 2007年（平成19年）10月1日 - 民営化に伴い、併設された郵便事業岡山支店迫川集配センターに一部業務を移管。
- 2012年（平成24年）10月1日 - 日本郵便株式会社の発足に伴い、郵便事業岡山支店迫川集配センターを迫川郵便局に統合。
- 2017年（平成29年）3月13日 - 集配業務を妹尾郵便局に移管し、無集配局となる。

## 取扱内容
- 郵便、印紙、ゆうパック、内容証明
- 貯金、為替、振替、振込、国際送金、国債
- 生命保険、バイク自賠責保険
- ゆうちょ銀行ATM

## 周辺
- 岡山市立灘崎小学校迫川分校
- 国道30号

## アクセス
- JR宇野線 迫川駅から東へ約250m（徒歩約4分）
- 灘崎町総合福祉センター巡回バス（ニコニコバス） 迫川停留所下車
- 瀬戸中央自動車道 水島ICから東へ約8km
- 駐車場あり：8台